# Allende, Oaxaca
Allende är en ort i Mexiko.   Den ligger i kommunen Chalcatongo de Hidalgo och delstaten Oaxaca, i den sydöstra delen av landet, 300 km sydost om huvudstaden Mexico City. Allende ligger 2 715 meter över havet och antalet invånare är 212.
Terrängen runt Allende är kuperad åt nordväst, men åt sydost är den bergig. Runt Allende är det glesbefolkat, med 14 invånare per kvadratkilometer. Närmaste större samhälle är Villa Chalcatongo de Hidalgo, 7,8 km norr om Allende. I omgivningarna runt Allende växer huvudsakligen savannskog.